# 1429
Пізнє Середньовіччя •  Відродження •  Реконкіста •  Ганза •  Столітня війна •  Гуситські війни •  Ацтецький потрійний союз

## Геополітична ситуація
Османську державу очолює Мурад II (до 1444). Імператором Візантії є Іоанн VIII Палеолог (до 1448), а королем Німеччини Сигізмунд I Люксембург (до 1437). Французьким королем короновано Карла VII.
Апеннінський півострів розділений: північ належить Священній Римській імперії, середню частину займає Папська область, південь належить Неаполітанському королівству. Деякі міста півночі: Венеція, Флоренція, Генуя тощо, мають статус міст-республік.
Майже весь Піренейський півострів займають християнські Кастилія і Леон, де править Хуан II (до 1454), Арагонське королівство на чолі з Альфонсо V Великодушним (до 1458) та Португалія, де королює Жуан I Великий (до 1433). Під владою маврів залишилися тільки землі на самому півдні.
Генріх VI є королем Англії (до 1461). У Кальмарській унії (Норвегії, Данії та Швеції) королює Ерік Померанський. В Угорщині править Сигізмунд I Люксембург (до 1437). Королем польсько-литовської держави є Владислав II Ягайло (до 1434). У Великому князівстві Литовському княжить Вітовт.
Частина руських земель перебуває під владою Золотої Орди. Галичина входить до складу Польщі. Волинь належить Великому князівству Литовському. Московське князівство очолює Василь II Темний.
На заході євразійських степів править Золота Орда. У Єгипті панують мамлюки, а Мариніди — у Магрибі. У Китаї править династія Мін. Значними державами Індостану є Делійський султанат, Бахмані, Віджаянагара. В Японії триває період Муроматі.
У Долині Мехіко править Ацтецький потрійний союз на чолі з Іцкоатлем (до 1440). Цивілізація майя переживає посткласичний період. Почала зароджуватися цивілізація інків.

## Події
- Столітня війна
  - 29 квітня французькі війська на чолі з 17-літньою Жанною д'Арк отримали перемогу над англійцями у битві за Орлеан — розбивши зі своїм невеликим загоном ворогів біля західних міських стін, Жанна увійшла в місто, що перебувало в облозі вже кілька місяців, доставивши провіант і зброю.
  - 8 травня у результаті рішучих дій французів знято облогу англійців з Орлеана. Ця перемога французів стала поворотним моментом у Столітній війні.
  - 18 червня французькі війська під керівництвом Жанни д'Арк розбили англійську армію біля Пате.
  - 17 липня у відбитому французькою армією під керівництвом Жанни д'Арк в англійців Реймсі короновано короля Франції Карла VII, якому цей титул належав ще з 1422 року після смерті його батька Карла VI.
  - 26 серпня Жанна д'Арк на чолі своїх військ з тріумфом увійшла в передмістя Парижа Сен-Дені.
  - 8 вересня Жанна д'Арк отримала рану, й король наказав їй відступити від Парижа.
- Козімо Медічі став гонфалоньєром Флорентійської республіки.
- Імператор Священної Римської імперії Сигізмунд підписав з турками мир на 3 роки.
- Сьогуном Японії став Асікаґа Йосінорі.
- Виникла Рюкюська держава.